# Opegrapha brattiae
Opegrapha brattiae är en lavart som beskrevs av Egea & Ertz. Opegrapha brattiae ingår i släktet Opegrapha och familjen Roccellaceae.   Inga underarter finns listade i Catalogue of Life.